# Anacardiaceae
Anacardiaceae é uma família botânica representada por 80 gêneros e cerca de 800 espécies. No Brasil ocorrem 14 gêneros e cerca de 57 espécies. É conhecida por suas espécies frutíferas, entre estas a manga (Mangifera indica), originária da Ásia e o caju (Anacardium occidentale), nativo do Brasil. São, geralmente, árvores ou arbustos com canais resinosos que, quando expostos por injúrias, têm um cheiro característico. Sua madeira é de boa qualidade e muitas substâncias são extraídas para uso na indústria e na medicina.

## Etimologia
De anacardium do grego latinizado ἀνά (aná) 'voltado para cima' e καρδία (kardía) 'coração', devido ao formato de coração dos frutos, como a castanha do caju e a manga.

## Descrição
Anacardiaceae R.Br. compreende ca. 80 gêneros e 800 espécies, distribuídas principalmente em regiões tropicais ou subtropicais. Ademais, várias espécies da família são cultivadas fora de seus ambientes naturais, devido a sua importância ornamental, alimentícia (manga, caju, pistache e outros) ou madeireira. O grupo é formado por plantas arbóreas e arbustivas com manifestação de resina em sua casca, sendo facilmente confundida com a família Burseraceae, podendo distingui-las pelo odor, já que Burseraceaes exalam um cheiro forte. Anacardiaceae apresenta plantas lenhosas, com ductos resiníferos, ramos glabros ou pilosos, folhas normalmente alternas, geralmente simples, compostas ou pinadas, em sua maioria imparipinadas; sua margem é inteira ou serreada e ausência de estípulas, geralmente com forte odor de resina no estado fresco. Suas flores são bissexuais, unissexuais ou poligâmicas, diclamídeas, actinomorfas e estão dispostas em inflorescências tirsoides, racemosas, paniculadas ou em espigas, sendo raramente solitárias; normalmente são pentâmeras, com (1–)5–10(–>100) estames, e comumente apresentam disco nectarífero intraestaminal; sépalas 4-5-meras, dialissépalo ou gamossépalo, pétalas 4-5-meras, dialipétala; o gineceu é sincárpico, com 1–12 carpelos uniovulados e ovário súpero. Tem cor alva, esverdeada, arroxeada; estames livres, heterodínamos, isostêmone ou diplostêmone ou apenas um fértil, estaminódios frequentes; anteras rimosas; disco nectarífero presente ou ausente Seus frutos são geralmente do tipo drupa  ou sâmara. No Brasil ocorrem 55 espécies distribuídas em 14 gêneros, sendo os mais diversos Schinus L. (11 espécies) e Anacardium L. (9).

## Relações filogenéticas
Ao longo dos anos a família Anacardiaceae vem sofrendo mudanças no que diz respeito às suas relações filogenéticas. Uma nova classificação, baseada na morfologia e dados moleculares foi proposta por pesquisadores da Freie Universität Berlin, USP e UNICAMP disponível no link a seguir:https://www.researchgate.net/publication/322626997_Filogenia_das_Anacardiaceae_portugues

## Distribuição geográfica

Distribuição Global da Anacardiaceae

O grupo Anacardiaceae se encontra predominantemente nos domínios fitogeográficos da Amazônia, Caatinga, Cerrado, Mata atlântica, Pampa e Pantanal.
Sua distribuição geográfica tem ocorrência confirmada em todas as regiões do Brasil, em alguns estados de cada região. No Norte, ocorre no Acre, Amazonas, Amapá, Pará, Rondônia, Roraima e Tocantins; No Nordeste, ocorre em Alagoas, Bahia, Ceará, Maranhão, Paraíba, Pernambuco, Piauí, Rio Grande do Norte e Sergipe; No Centro-oeste, ocorre no Distrito Federal, Goiás, Mato Grosso do Sul e Mato Grosso; No Sudeste, ocorre no Espírito Santo, Minas Gerais, Rio de Janeiro e São Paulo; No Sul, ocorre no Paraná, Rio Grande do Sul e Santa Catarina.
Amazônia, Caatinga, Cerrado, Mata Atlântica, Pampa, Pantanal.

## Diversidade taxonômica
No Brasil, as regiões apresentam grande semelhança com relação ao número de espécies de Anacardiaceae, sendo a região Norte a que possui o maior número de táxons (28 spp.), em seguida a região Sudeste com 27 spp., Região Nordeste com 26 ssp., Região Centro-oeste com 23 ssp. e Região Sul com 19 ssp.

## Adaptações e evolução
Algumas adaptações são as flores nectaríferas, que podem ser polinizados por uma gama de insetos, o que é facilitado também pela sua condição por vezes dioica. As drupas frequentemente tem sua dispersão realizada por aves e mamíferos.
As anacardiáceas geralmente são consideradas monofiléticas devido ao número reduzido de óvulos, e em outras características morfológicas. Por outro lado, alguns cientistas a consideram parafilética porque Spondiadeae manteve várias características plesiomórficas como gineceu com 5 carpelos, ovários multiloculares, frutos com endocarpo espesso arranjadas de forma irregular. Os outros gêneros possuem as características clássicas como gineceu com 3 ou menos carpelos, ovários uniloculares de placentação apical e frutos com endocarpo formado por células regularmente arranjadas.

## Reprodução
A reprodução se dá como em qualquer outra Angiosperma. Ocorre no interior do saco embrionário e é dupla, pois envolve a formação de um zigoto (núcleo espermático + oosfera) e de um núcleo triploide (núcleo espermático + núcleos polares).
Esse núcleo poderá originar um tecido triploide rico em substâncias nutritivas, chamado endosperma ou albúmen, como ocorre em sementes do milho, arroz, caju e outras.
Após a fertilização, ocorre um intenso desenvolvimento do óvulo, que origina a semente. Acompanhando o óvulo, o ovário também se desenvolve e transforma-se no fruto. Então, normalmente com significativa participação do fruto, as sementes já podem ser propagadas e em condições favoráveis, o embrião se desenvolve em uma nova planta, reiniciando o ciclo.
Em Manguifera e em Anacardium há a produção de um pseudofruto. Em algumas espécies, sua propagação se dá por estaquia a partir de segmentos de raiz ou caule.

## Importância econômica

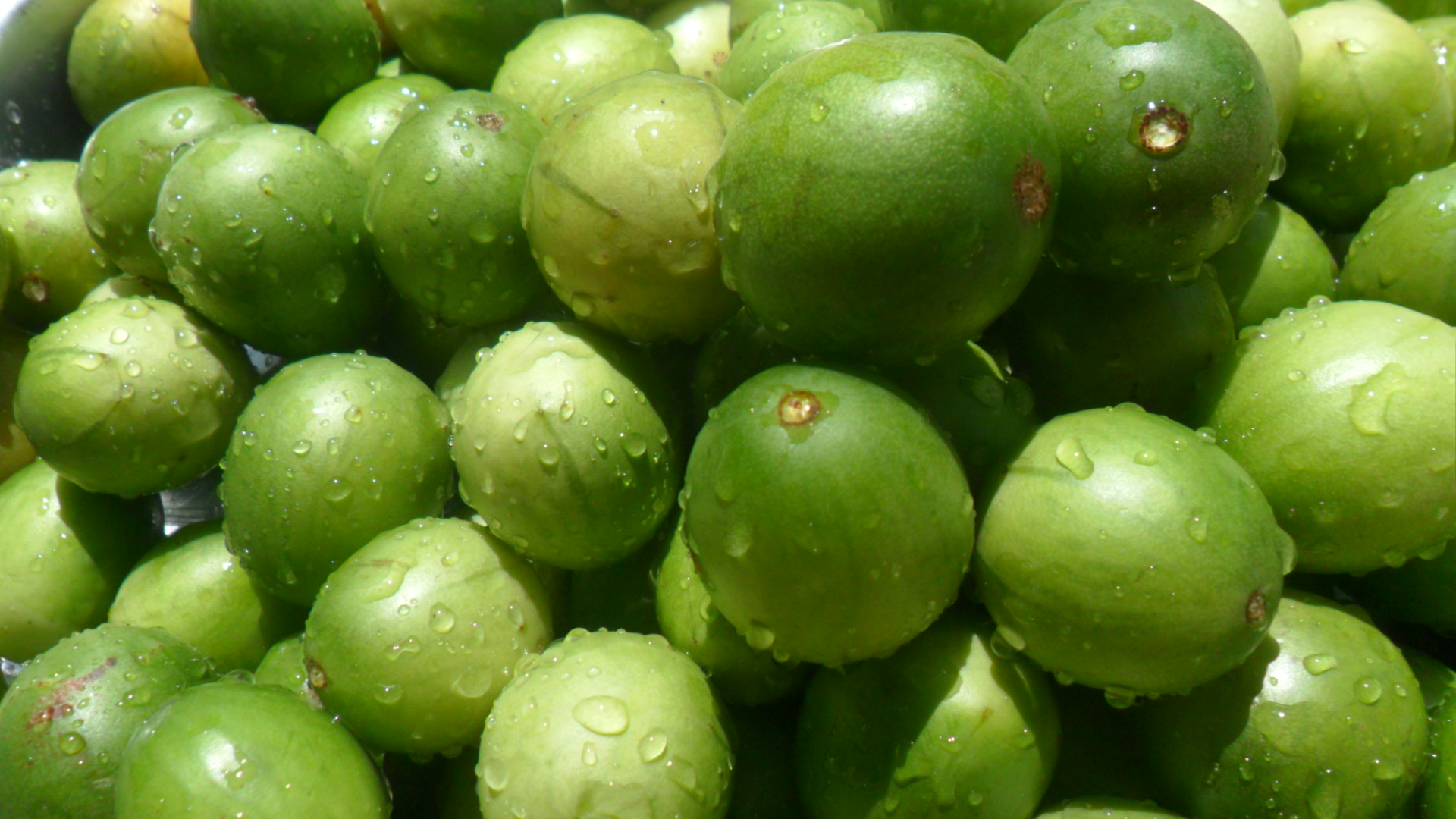
Umbu (Spondias tuberosa)

As Anacardiaceas possuem muitos frutos comestíveis, dente elas a manga (Mangifera indica) o cajá (Spondias spp), siriguela (Spondias purpurea), dentre outras. O pseudo-fruto do caju (Anacardium occidentale) e e seu fruto, a castanha, são comercializados no mundo inteiro.
Muitas espácie do gênero Rhus são utilizadas para fabricação de bebidas.
A Toxicodendron vernicifluum é usada na fabricação de verniz. Outras espécies são comercializadas por oferecer madeiras decorativas e/ou de boa qualidade, é o caso do Gonçalo-alves (Astrobium fraxinifolium) guaritá (Astrobium graveolens), aroeira-branca (Lithraea molleoides), dentre outros gêneros de Cotinus, Rhus e Schinus (aroeira).
Há também importância médica pois alguns gêneros (Toxicodendron e Metropium) em indivíduos susceptíveis apresentam alergias.

## Conservação
Segundo a Lista Oficial das Espécies da Flora Brasileira Ameaçadas de Extinção de 2008, encontra-se algumas espécies de Anacardiaceae como: Schinopsis brasiliensis e Myracrodruon urundeuva, ambas encontradas no Cerrado / Caatinga.

## Potencial ornamental
No Brasil, algumas espécies tem potencial ornamental principalmente em praças e ruas, alguns exemplos são a aroeira-vermelha (Schinus terebinthifolia), a aroeira-salsa (Schinus molle), charão (Rhus succedea), e provavelmente o mais comum é o peito-de-pombo (Tapirira guianensis) pela sua ocorrência em quase todas as formações florestais do Brasil.

## Gêneros
A família Anacardiaceae possui 80 gêneros reconhecidos atualmente.
- Abrahamia
- Actinocheita
- Amphipterygium
- Anacardium
- Androtium
- Antrocaryon
- Astronium
- Attilaea
- Blepharocarya
- Bonetiella
- Bouea
- Buchanania
- Campnosperma
- Campylopetalum
- Cardenasiodendron
- Choerospondias
- Comocladia
- Cotinus
- Cyrtocarpa
- Dobinea
- Dracontomelon
- Drimycarpus
- Euleria
- Euroschinus
- Faguetia
- Fegimanra
- Gluta
- Haematostaphis
- Haplorhus
- Harpephyllum
- Heeria
- Holigarna
- Juliania
- Lannea
- Laurophyllus
- Lithraea
- Lithrea
- Loxopterygium
- Loxostylis
- Malosma
- Mangifera
- Mauria
- Metopium
- Micronychia
- Mosquitoxylum
- Myracrodruon
- Nothopegia
- Ochoterenaea
- Operculicarya
- Orthopterygium
- Ozoroa
- Pachycormus
- Pegia
- Pentaspadon
- Pistacia
- Pleiogynium
- Poupartia
- Protorhus
- Pseudosmodingium
- Pseudospondias
- Rhodosphaera
- Rhoeidium
- Rhus
- Schinopsis
- Schinus
- Schmaltzia
- Sclerocarya
- Searsia
- Semecarpus
- Smodingium
- Sorindeia
- Spondias
- Tapirira
- Terminthia
- Thyrsodium
- Toxicodendron
- Trichoscypha

## Lista de espécies brasileiras
Anacardiaceae possui 14 gêneros, 57 espécies (14 endêmicas), 10 variedades (1 endêmica). Anacardium L.,  Anacardium amapaense, Anacardium corymbosum, Anacardium giganteum, Anacardium humile, Anacardium microsepalum, Anacardium nanum, Anacardium occidentale L., Anacardium parvifolium, Anacardium spruceanum, Antrocaryon amazonicum,Apterokarpos gardneri, Astronium concinnum, Astronium fraxinifolium, Astronium gardneri, Astronium glaziovii, Astronium gracile, Astronium graveolens, Astronium lecointei, Astronium nelson-rosae, Astronium ulei, Campnos permagummifera, Cyrtocarpa caatingae, Cyrtocarpa velutinifolia, Lithrea brasiliensis, Lithrea molleoides, Mangifera indica, Myracrodruon balansae, Myracrodruon urundeuva, Schinopsis balansae, Schinopsis brasiliensis, Schinus engleri, Schinusengleri var. uruguayensis, Schinus ferox, Schinus lentiscifolius Schinus longifolius, Schinus longifolius, Schinus molle, Schinus pearcei, Schinus polygamus, Schinus ramboi, Schinus spinosus, Schinus terebinthifolius, Schinus terebinthifolius, Schinus terebinthifolius var. pohlianus, Schinus terebinthifolius var. raddianus, chinus terebinthifolius var. rhoifolius, Schinus weinmannifolius, Spondias dulcis, Spondias macrocarpa, Spondias mombin, Spondias testudinis, Spondias tuberosa, Spondias venulosa, Tapirira guianensis, Tapirira obtusa, Tapirira pilosa, Tapirira retusa, Thyrsodium bolivianum, Thyrsodium guianense, Thyrsodium herrerense, Thyrsodium puberulum, Thyrsodium rondonianum, Thyrsodium spruceanum.